# Pożar w domu spokojnej starości w Podjelsku
Pożar w domu spokojnej starości miał miejsce 31 stycznia 2009 we wsi Podjelsk (ros. Подъельск, w republice Komi), 120 km od miasta Syktywkar. W pożarze zginęły 23 osoby.
Pożar wybuchł w palarni w domu starców i zajął całą jedną jego kondygnację. Akcję ratunkową utrudniał panujący mróz na zewnątrz, który dochodził do minus 35°C. Ogień został ugaszony w niedzielę rano. Z domu uratowało się 3 pensjonariuszy.
Pożary domów starców często zdarzają się w Rosji. W lutym 2007 roku 62 pacjentów i personelu zginęło w pożarze domu starców w Krasnodarze. Natomiast w listopadzie tego samego roku zginęły 32 osoby, kiedy to pożar wybuchł w pobliżu miasta Tuła.